# Carl Philipp Hentze
Carl Philipp Hentze (* 22. Juni 1883 in Antwerpen; † 20. März 1975 in Darmstadt) war ein deutscher Sinologe und Maler.

## Leben
Hentze stammte aus einer deutschen Kaufmannsfamilie. Er besuchte in seiner Geburtsstadt Antwerpen die Allgemeine Deutsche Schule und das staatliche belgische Gymnasium, danach das Gymnasium in Mannheim und das Atheneum in Antwerpen, wo er das Abitur erlangte. Anschließend widmete er sich zunächst ca. ein Jahrzehnt lang der Malerei, die er in Karlsruhe und Antwerpen studierte. Zu seinen Lehrern gehörten die Maler Friedrich Fehr, Ernst Schurth, Eugène Joors, Jakob Smits sowie Adolf von Oechelhäuser, bei dem er Kunstgeschichte hörte. Hentzes Werke zeigen Einflüsse des deutschen Expressionismus und niederländischer Maltradition.
Um 1910 kam Hentze im Berliner Völkerkundemuseum erstmals in Kontakt mit chinesischer Kunst, was ihn letztlich zu seinem späteren Sinologiestudium motivierte. 1912 zog er nach Berlin. Er hatte erste Erfolge als Künstler und stellte unter anderem im Münchner Glaspalast (1913) und auf der Großen Berliner Kunstausstellung (1915) aus. Bei letzterer Ausstellung zeigte er das Ölgemälde Mädchen mit Stillleben (heute Sammlung Nationalgalerie), welches neben dem Kind ein Arrangement mit Globus und ostasiatischer Vase zeigt und mit diesem Motiv auf Hentzes zukünftige wissenschaftliche Tätigkeit hindeutet.
Nach seinem Umzug nach Berlin begann sich Hentze Wissen über Sprache, Geschichte und Kultur Chinas anzueignen, während die Malerei zunehmend in den Hintergrund geriet. Er blieb jedoch den Künsten verbunden, so gründete er 1925 zusammen mit dem Kunsthistoriker Alfred Salmony die bis heute renommierte Fachzeitschrift Artibus Asiae.
Nach dem Ersten Weltkrieg kehrte Hentze nach Antwerpen zurück. Mangels einer Möglichkeit, in Belgien Sinologie zu studieren, begann er ein Studium bei der Jesuitenmission in Gent, wo er ein Schüler von Louis van Hée war, einem ehemaligen Mitarbeiter von Séraphin Couvreur. Er wurde nicht den Regeln entsprechend promoviert und habilitierte sich nicht, sondern legitimierte sich durch wissenschaftliche Aufsätze und Vorträge für die Lehrtätigkeit. 1926 berief ihn Minister Camille Huysmans zum Dozenten für chinesische Schriftsprache, Kulturgeschichte, Archäologie und Kunstgeschichte Chinas an der Universität Gent. 1930 wurde Hentze außerordentlicher Professor an der Universität Gent, 1932 Professor für chinesische Sprache und Kultur an der Universität Gent und 1942 ordentlicher Professor für Sinologie an der Universität Frankfurt am Main. Protegiert vom Reichsministerium für Wissenschaft, Erziehung und Volksbildung und der NSDAP-Gauleitung Hessen-Nassau (Jakob Sprenger), wurde er Ende 1942 (de facto Januar 1943) ebenso Nachfolger des „politisch unzuverlässigen“, mit Redeverbot belegten und dann entlassenen Erwin Rousselle im dortigen China-Institut. Der bisherigen Öffentlichkeitsarbeit seiner Vorgänger abgeneigt, strikter wissenschaftlich und spezieller orientiert, blieb Hentze bis zur Bombardierung des Institutes 1944 dessen Leiter. 1945 wurde er aufgrund der Umstände seines Amtsantritts und seines Alters entlassen, blieb aber nach seiner Emeritierung bis zum Wintersemester 1954/55 „entpflichteter“ ordentlicher Professor in Frankfurt am Main. Kommissarische Leiter des nominell weiter existierenden China-Institutes wurden Adolf Ellegard Jensen (1946–1948, 1949–1960) und wieder Erwin Rousselle (1948 bis zu seinem Tod 1949). Hentze lebte danach in Darmstadt, wo er 1975 starb.
Car Philipp Hentze beschäftigte sich als Sinologe vorwiegend mit dem alten China (z. B. Shang-Dynastie).

## Schriften (Auswahl)
- Mythes et symboles lunaires. (Chine ancienne, civilisations anciennes de l'Asie, peuples limitrophes du pacifique). De Sikkel, Antwerpen 1932, OCLC 470572174.
- Die Sakralbronzen und ihre Bedeutung in den frühchinesischen Kulturen. De Sikkel, Antwerpen 1941, OCLC 25722854.
- Das Haus als Weltort der Seele. Ein Beitrag zur Seelensymbolik in China, Großasien, Altamerika. Klett, Stuttgart 1961, OCLC 186395313.
- Funde in Alt-China. Das Welterleben im ältesten China. Musterschmidt, Göttingen u. a. 1967, OCLC 777981504.